# Erpetogomphus constrictor
Erpetogomphus constrictor är en trollsländeart som beskrevs av Friedrich Ris 1917. Erpetogomphus constrictor ingår i släktet Erpetogomphus och familjen flodtrollsländor. IUCN kategoriserar arten globalt som livskraftig. Inga underarter finns listade i Catalogue of Life.